# Linha 2 do VLT de Guadalajara
A Linha 2: Juárez ↔ Tetlán é uma das linhas em operação do VLT de Guadalajara, inaugurada no dia 1º de julho de 1994. Estende-se por cerca de 8,5 km. A cor distintiva da linha é o verde.
Possui um total de 10 estações em operação, das quais todas são subterrâneas. A Estação Juárez possibilita integração com a Linha 1.
A linha é operada pelo Sistema de Tren Eléctrico Urbano (SITEUR). Atende somente o município de Guadalajara.

## Estações
| Nome                | Inauguração         | Município   | Integração | Posição     | Latitude      | Longitude      |
| ------------------- | ------------------- | ----------- | ---------- | ----------- | ------------- | -------------- |
| Juárez              | 1º de julho de 1994 | Guadalajara |            | Subterrânea | 20° 40' 29" N | 103° 21' 17" O |
| Plaza Universidad   | 1º de julho de 1994 | Guadalajara |            | Subterrânea | 20° 40' 31" N | 103° 20' 53" O |
| San Juan de Dios    | 1º de julho de 1994 | Guadalajara | -          | Subterrânea | 20° 40' 31" N | 103° 20' 28" O |
| Belisario Domínguez | 1º de julho de 1994 | Guadalajara | -          | Subterrânea | 20° 40' 22" N | 103° 19' 55" O |
| Oblatos             | 1º de julho de 1994 | Guadalajara | -          | Subterrânea | 20° 40' 13" N | 103° 19' 23" O |
| Cristobal de Oñate  | 1º de julho de 1994 | Guadalajara | -          | Subterrânea | 20° 40' 03" N | 103° 18' 47" O |
| San Andrés          | 1º de julho de 1994 | Guadalajara | -          | Subterrânea | 20° 39' 54" N | 103° 18' 22" O |
| San Jacinto         | 1º de julho de 1994 | Guadalajara | -          | Subterrânea | 20° 39' 50" N | 103° 17' 53" O |
| La Aurora           | 1º de julho de 1994 | Guadalajara | -          | Subterrânea | 20° 39' 45" N | 103° 17' 10" O |
| Tetlán              | 1º de julho de 1994 | Guadalajara | -          | Subterrânea | 20° 39' 36" N | 103° 16' 34" O |